# Adagio i fuga za gudače – David Stefanutti
Adagio i fuga za gudače je djelo nastalo 1999. godine. David Stefanutti posvetio je djelo kolegama iz Riječkog komornog orkestra. Neobarokno pisana skladba započinje dramatskim uvodom u izrazito punktiranim ritmovima s nekoliko lirskih epizoda, nakon čega slijedi kontrapunktski zgusnuta Fuga s kromatskom temom proizašlom iz uvodnog stavka. Kroz Fugu se provlači motiv Adagia (kao lirska epizoda) i motiv B-A-C-H, isprva gotovo neopazice, kojim skladba završava naglašavajući time i dug velikom glazbenom uzoru Johannu Sebastianu Bachu.
Skladba je praizvedena 1999. na Zajčevim danima, snimljena na CD-u Od Zajca do naših dana Riječkog komornog orkestra te od tada više nije javno izvođena sve do XIV. Matetićevih dana 9. travnja 2006.